# Economia da República da Irlanda
A economia da República da Irlanda é pequena, moderna e dependente do comércio, tendo mantido um crescimento médio de 6% entre 1995 e 2007 - entre 1995 e 2001 foi em média de 9%, tornando-a o país desenvolvido com o maior crescimento do PIB. Entretanto, seu crescimento sofreu forte retração em 2008: 1,7%, demonstrando a primeira recessão em mais de uma década.
A agricultura, em tempos o setor mais importante, tem agora muito pouca importância quando comparada com a indústria, que é responsável por 38% do PIB, cerca de 80% das exportações e que emprega 28% da força de trabalho. Embora as exportações se mantenham como o principal motor para o grande crescimento da economia irlandesa, esta também tem beneficiado de um aumento nos gastos dos consumidores e de uma recuperação no investimento na construção e nos negócios.
Ao longo da última década, o governo irlandês tem implementado uma série de programas econômicos nacionais destinados a controlar a inflação, diminuir os impostos, reduzir a percentagem que o investimento público tem no PIB, aumentar a qualificação da mão de obra e promover o investimento estrangeiro. A Irlanda juntou-se a outros 11 países da UE no lançamento do euro em janeiro de 1999. Este período de grande crescimento econômico levou muitos autores a chamar à Irlanda o "Tigre Celta". A economia sentiu o impacto do abrandamento econômico global de 2001, em especial no setor de exportação de alta tecnologia; a taxa de crescimento diminuiu para cerca de metade.
O país é o 7º no ranking de competitividade do Fórum Econômico Mundial.
No entanto, após a grande aposta na construção na última década, o crescimento econômico está a abrandar. Houve uma queda significativa nos preços da habitação e do custo de vida, que está a começar a estabilizar, depois de subir todos os anos durante o boom econômico. Durante o crescimento, a Irlanda tinha desenvolvido a reputação como um dos países mais caros da Europa. A economia irlandesa contraiu-se para os -1,7% em 2008, ante o crescimento de 4,7% em 2007, e em 2009, tanto o Governo irlandês como a ESRI preveem que a economia poderia contrair mais de 9%, o que seria uma das maiores contrações econômicas de qualquer economia ocidental desde a II Guerra Mundial. A enorme redução na construção causou uma recessão econômica maciça da Irlanda. A ESRI recentemente previu que a economia irlandesa não vai recuperar, até 2011, onde o crescimento poderia voltar para os 5% por ano até 2015. A Irlanda tem agora o segundo mais alto nível de endividamento das famílias no mundo, atingindo os 190% do rendimento familiar.
A Irlanda, em 2008, foi classificada como a terceira economia mais livre do mundo, segundo o Índice de Liberdade Econômica, criado pelo The Wall Street Journal e pela Heritage Foundation.
Em 2016, a dívida per capita da Irlanda é a segunda mais alto ao mundo.

## Impacto da crise econômica mundial
A crise econômica mundial está afetando fortemente a economia irlandesa, agravando os problemas econômicos internos relacionados com o colapso imobiliário irlandês. A Irlanda foi o primeiro país da UE a entrar oficialmente em recessão declarada. O país foi despojado da sua classificação de crédito AAA e rebaixado para AA+ pela agência de avaliações Standard & Poor's, em razão das suas fracas perspectivas financeiras e da pesada dívida do Governo.

### Pedido de socorro financeiro em 2010
Em 22 de novembro de 2010,  o primeiro-ministro da Irlanda, Brian Cowen, disse estar determinado a conseguir aprovar um orçamento de emergência, cortando 6 bilhões de euros do déficit de 2011, e  assim poder chegar a um acordo com a União Europeia e o Fundo Monetário Internacional (FMI), para obter um pacote de socorro ao governo irlandês, no valor aproximado de 100 bilhões de euros.
Em 24 de novembro, foi anunciado o Plano de Recuperação Nacional 2011-2014, que propõe cortes nos gastos públicos e aumento de impostos, totalizando  15 bilhões de euros até 2014 (6 bilhões até 2011). Dentre outras medidas, o Plano prevê a redução do salário mínimo (que passaria a €7.65/hora), aumento do  VAT (de 21% para 22% em 2013, e 23% in 2014) e das mensalidades das universidades. Os gastos sociais devem ser reduzidos em cerca de 14% no período, com cortes de 5% ao ano. Até 2014 devem ser cortados 13.200 postos de trabalho no serviço público, além dos 12.000 já excluídos anteriormente. O comissário da União Europeia para Assuntos Econômicos e Monetários considerou que o plano deve constituir a base do programa de ajuda do FMI e da UE ao governo irlandês.

## Comércio exterior
Em 2020, o país foi o 31º maior exportador do mundo (US $ 169,8 bilhões em mercadorias, 0,9% do total mundial). Na soma de bens e serviços exportados, chega a US $ 502,3 bilhões e fica em 13º lugar mundial. Já nas importações, em 2020, foi o 33º maior importador do mundo: US $ 97,9 bilhões.

## Setor primário

### Agricultura
A Irlanda produziu, em 2019:
- 1,4 milhão de toneladas de cevada;
- 595 mil toneladas de trigo;
- 382 mil toneladas de batata;
- 193 mil toneladas de aveia;

Além de produções menores de outros produtos agrícolas.

### Pecuária
A Irlanda produziu, em 2019,  8,2 bilhões de litros de leite de vaca (20º maior produtor do mundo), 304 mil toneladas de carne suína, 141 mil toneladas de carne de frango, 66 mil toneladas de carne de cordeiro,  entre outros.

## Setor secundário

### Indústria
O Banco Mundial lista os principais países produtores a cada ano, com base no valor total da produção. Pela lista de 2019, a Irlanda tinha a 19ª indústria mais valiosa do mundo (US $ 119,8 bilhões).
Em 2019, a Irlanda não produzia veículos e não estava entre os 40 maiores produtores do mundo de aço. Em 2018, foi o 33º maior produtor mundial de cerveja (à base de cevada) (800 milhões de litros) e o 6º maior produtor mundial de manteiga

### Energia
Nas energias não-renováveis, em 2020, o país não produzia petróleo. Em 2011, o país consumia 144 mil barris/dia (67º maior consumidor do mundo). O país foi o 52º maior importador de petróleo do mundo em 2013 (66,4 mil barris/dia). Em 2015, a Irlanda era o 80º maior produtor mundial de gás natural, com uma produção quase nula. Em 2015 o país era o 63º maior consumidor de gás (4,3 bilhões de m³ ao ano) e era o 31º maior importador de gás do mundo em 2010: 5,2 bilhões de m³ ao ano. O país não produz carvão.
Nas energias renováveis, em 2020, a Irlanda era o 20º maior produtor de energia eólica do mundo, com 4,3 GW de potência instalada, e não produziam energia solar.

## Setor terciário

### Turismo
Em 2017, a Irlanda foi o 35º país mais visitado do mundo, com 10,3 milhões de turistas internacionais. As receitas do turismo, neste ano, foram de US $ 5,6 bilhões.